# Plantaginales
Plantaginales é uma ordem de plantas dicotiledóneas. No sistema de Cronquist (1981) é composta por uma única família, Plantaginaceae.
No sistema APG II esta ordem não existe. A família Plantaginaceae é colocada na ordem Lamiales.